# Næbhvaler
Næbhvaler (Ziphiidae) er en familie indenfor underordenen af tandhvaler. Det er en af de familier af store pattedyr vi ved mindst om, da de lever i dybe oceaner. Nogle arter kendes kun fra kraniefund og andre kun fra strandinger. Der findes endvidere ganske få billeder af næbhvaler. Indtil videre har forskerne identificeret mindst 20 arter i 6 slægter. Tre af slægterne, døglingeslægten, næbhvalsslægten og Indopacetus, er samlet i underfamilien Hyperoodontidae.

## Klassifikation
- Familie Næbhvaler Ziphiidae
  -     - Slægt Berardiusslægten, Berardius
      - Art Arnouxs næbhval, Berardius arnuxii
      - Art Bairds næbhval, Berardius bairdii

    - Slægt Ziphius
      - Art Småhovedet hval, Ziphius cavirostris

    - Slægt Tasmacetus
      - Art Mangetandet næbhval el. Tasmansk næbhval, Tasmacetus shepherdi

  - Underfamilie Hyperoodontidae
    - Slægt Døglingeslægten, Hyperoodon
      - Art Nordlig døgling, Hyperoodon ampullatus
      - Art Sydlig døgling, Hyperoodon planifrons

    - Slægt Næbhvalsslægten, Mesoplodon
      - Art Almindelig næbhval el. blot Næbhval Mesoplodon bidens
      - Art Andrews næbhval, Mesoplodon bowdoini
      - Art Hubbs næbhval, Mesoplodon carlhubbsi
      - Art Blainvilles næbhval, Mesoplodon densirostris
      - Art Gervais' næbhval, Mesoplodon europaeus
      - Art Ginkgotandet næbhval, Mesoplodon ginkgodens
      - Art Grays næbhval, Mesoplodon grayi
      - Art Hectors næbhval, Mesoplodon hectori
      - Art Layards næbhval, Mesoplodon layardii
      - Art Trues næbhval, Mesoplodon mirus
      - Art Perrins næbhval Mesoplodon perrini
      - Art Lille næbhval, Mesoplodon peruvianus
      - Art Stejnegers næbhval, Mesoplodon stejnegeri
      - Art Mesoplodon traversii

    - Slægt Indopacetus
      - Art Longmanns næbhval Indopacetus pacificus eller Mesoplodon pacificus